# Aeropuerto de Villa Reynolds
El Aeropuerto de Villa Reynolds (FAA: VME - IATA: VME - OACI: SAOR) es un aeropuerto que se encuentra ubicado a 9 km hacia el sureste del centro de la ciudad de Villa Mercedes, en la provincia de San Luis. Es sede de la V Brigada Aérea de la Fuerza Aérea Argentina.

## Localización
El aeropuerto está sobre la Ruta Provincial 24 S/N (D5733) y sus coordenadas son latitud 33° 43' 07" S y longitud 65° 22' 25" O.

## Infraestructura
El área total del predio es de 185 ha y su categoría OACI es 4C.
- Pistas: 228,000 m²
- Calles de Rodaje: 5500 m²
- Plataformas: 5000 m²
- Terminal de Pasajeros: 733 m²
- Hangares: 960 m²
- Estacionamiento Vehicular: 300 m² (20 vehículos)

## Historia
Su historia comienza a fines de la década del 40. Cuando, el 15 de marzo de 1949, el presidente Juan Domingo Perón crea la quinta brigada aérea adquiriendo los terrenos cercanos a Villa Reynolds y se construyen 370 m de pista asfaltada para aviones militares. La actual aeroestación fue por el maestro mayor de obras Carlos Alberto García Mombello entre los años 1974 y la década de 1980. En agosto de 2004, se agregan 120 m más de pista, llevándola a su largo actual.